# 와카루사 전쟁
와카루사 전쟁(Wakarusa War)은 1855년 미합중국 캔자스 준주에서 캔자스 유혈 사태의 일부로 발생한 소요사태였다. 중심지는 캔자스주 로렌스와 와카루사 강 계곡 근처였다.

## 배경
와카루사 전쟁으로 이끈 사건은 자유 주 운동가 찰스 도우가 노예제도 찬성론자 프랭클린 N. 콜맨이 쏜 총에 사망한 1855년 11월 21일 시작되었다. 양측의 보복은 긴장을 고조시켰다. 1855년 12월 1일, 미주리주에서 온 소규모의 병력이 캔자스주 더글라스 군 보안관 새뮤얼 J. 존스의 명령 하에 캔자스로 침입하여 로렌스를 포위했다.

## 포위
포위를 하는 동안, 침략자들의 주력은 로렌스에서 10 km 떨어진 와카루사 계곡 아래에 캠프를 치고 있었다. 침입한 이들은 1,500명 가량의 병력이 있었다. 그들은 대체적으로 양호한 무장을 하고 있었지만, 이들 무기는 미주리주 미군의 무기고를 침입하여 총과 커틀러스 그리고 대포와 필요한 탄환 정도까지 갖추었다.
로렌스에서 존 브라운과 제임스 레인은 급히 방어군을 소집하고, 바리케이드를 세웠다. 그러나 로렌스에 대한 공격은 이뤄지지 않았다. 평화조약으로 그러한 무질서는 진정되었으며, 그 조항들이 널리 수용되었다. 이 포위 공격의 유일한 사망자는 자유 주 운동가 토마스 바버였으며, 그는 로렌스에 왔다가 사망하였다.
시인 존 그린리프 휘트어는 《바버의 매장》(Burial of Barber)이라는 시로 그를 추도하였다.